# Smyčcový orchestr Antonína Ulricha
Smyčcový orchestr Antonína Ulricha je hudební těleso, které se zformovalo pod řízením Antonína Ulricha. Texty písní pro orchestr psal třeba vzdálený kapelníkův příbuzný Zdeněk Svěrák, který ovšem svá díla podepisoval pod pseudonymem Emil Synek. S tělesem spolupracovala například také Jana Petrů, která nazpívala Svěrákovu písničku „Mám ráda hajnýho“.

## Dílo
Alba:
- Za tichých nocí:[4]
  - „Harlekýnovy milióny“
  - „Vzpomínka na Zbiroh“
  - „Avant de mourir“
  - „Bábinčin maršovský valčík“
  - „Za tichých nocí“
  - „Vzpomínka na Herkulovy lázně“
  - „Kvapík“
  - „Ritorna“
  - „Mám tě rád“
  - „Annabella“
  - „Gondoliéra“
  - „La lumia“
- Rudou růži ti dám:[5]
  - „Rudou růži ti dám“
  - „Láska či přátelství“
  - „O Španělsku si zpívám“
  - „Marijana“
  - „Noci na La Plata“
  - „Cikánka“
  - „Modré tango“
  - „Tobě píseň má“
  - „Dej mi své srdce Maria“
  - „Modrý pavilon“
  - „Jalousie“